# Apis mellifera scutellata
Ong mật châu Phi (Apis mellifera scutellata) là một phân loài của ong mật phương Tây. Nó có bản địa ở miền trung và miền nam châu Phi, mặc dù nó bị thay thế bởi ong mật Mũi Hảo Vọng, Apis mellifera capensis.
Phân loài này đã được quyết định tạo thành một phần của tổ tiên của các các ong lai châu Phi (còn được gọi là "ong sát thủ") lây lan qua Mỹ.
Ong châu Phi đang bị đe dọa bởi sự ra đời của ong mật mũi Hảo Vọng vào miền bắc Nam Phi. Nếu một ong thợ cái từ một tổ ong mật mũi Hảo Vọng đi vào một tổ ong mật châu Phi, nó không bị tấn công, một phần do nó giống với ong chúa ong châu Phi.

## Hình ảnh

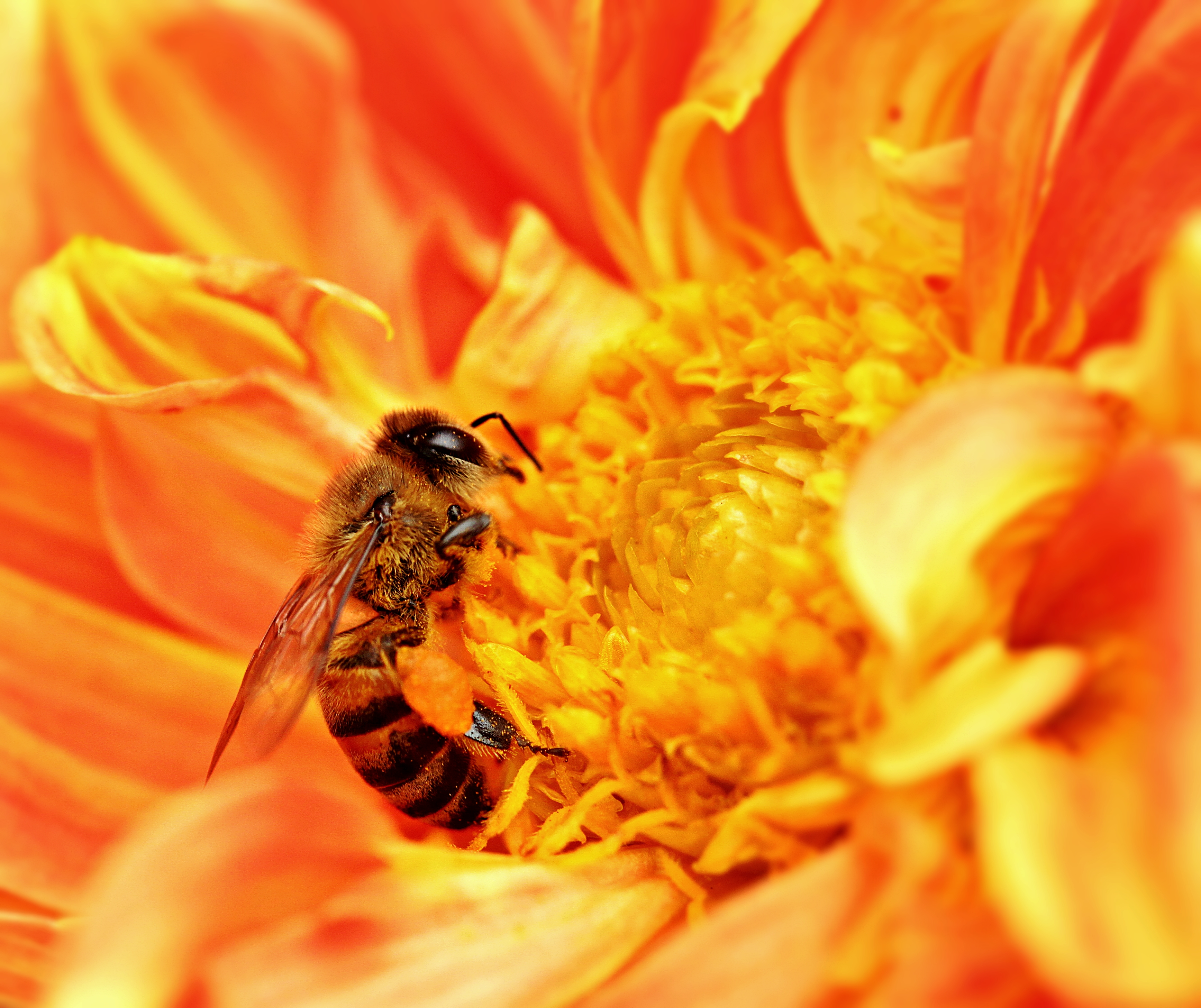
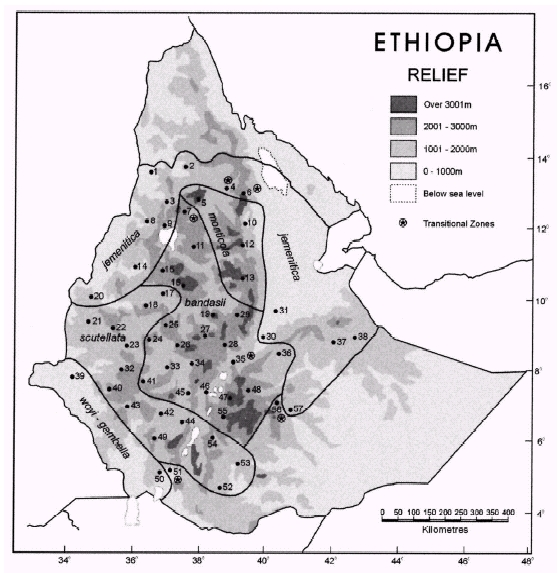
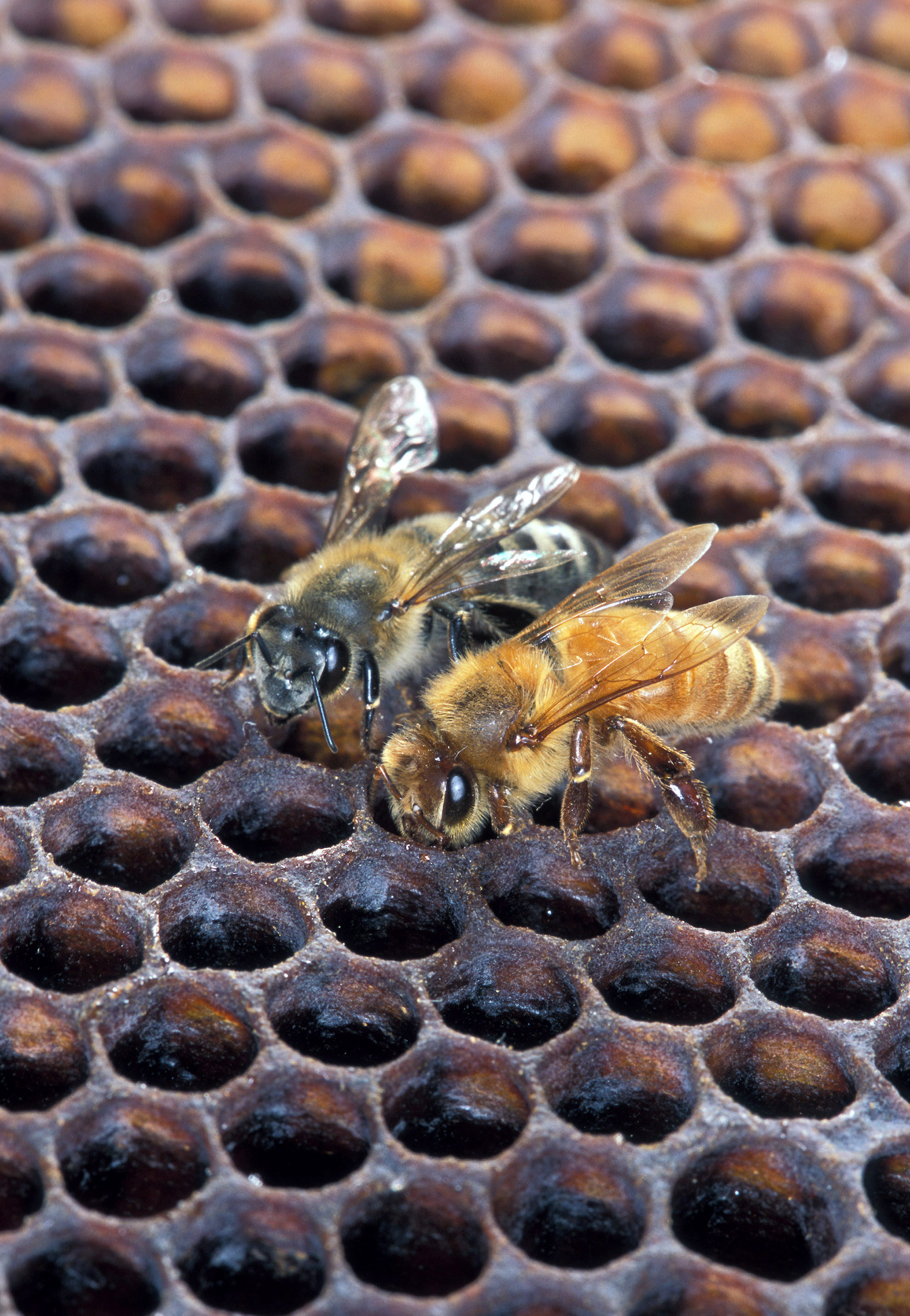